# Rafael Ortega (militar)
Rafael Ortega (San Carlos (Venezuela), 1789-Maracay, Venezuela, 6 de julio de 1836) fue un militar venezolano de la guerra de independencia.

## Biografía
Nació en San Carlos en 1789, hijo de ganaderos, desde niño trabajó como pastor sin asistir a la escuela. En 1810 empezó como soldado, llegando a capitán en 1814. Ese mismo año, durante la emigración a Oriente, estaba con un piquete al mando de un comandante llamado Rodriguito. Se abrieron paso desde Valencia por el camino de Nirgua hasta Trujillo, combatiendo constantemente con los realistas, acciones en las que destacó el capitán. En ese punto se unieron a los restos de la columna del general Rafael Urdaneta hasta llegar a Cúcuta, sirviendo como jinete en Casanare, donde se unió a José Antonio Páez a fines de año.
Combatió en Los Colorados y San Carlos en 1812, Taguanes, Vigirima y Araure en 1813, en Carabobo, San Carlos y Valencia en 1814, en Chire y Guasdualito en 1815, en Palmaritos, Mata de Miel, Rabanal y El Yagual en 1816, Mucuritas en 1817, recibiendo un lanzazo en esta última, donde lucho estando cadavérico y enfermo a pesar de Páez le había ordenado quedarse con los civiles. Al año siguiente combatió en El Sombrero, Calabozo, Ortiz, San Carlos, Cojedes, La Enea y Flecheras.
También estuvo en la fundación de Arauca y se hizo popular entre el ejército y los pueblos llaneros. En 1829 participó de la disolución de la Gran Colombia y enfermó durante la revolución de las Reformas en mayo de 1836, muriendo a las 15:00 del 6 de julio de 1836 en Maracay. Al día siguiente fue sepultado y al subsiguiente se celebraron sus exequias. 